# ایان فریمن
ایان فریمن (انگلیسی: Ian Freeman؛ زادهٔ ۱۱ اکتبر ۱۹۶۶) ورزشکار هنرهای رزمی ترکیبی اهل بریتانیا است.